# Трассвілл (Алабама)
Трассвілл (англ. Trussville) — місто (англ. city) в США, в округах Джефферсон і Сент-Клер штату Алабама. Населення — 26 123 особи (2020).

## Географія
Трассвілл розташований за координатами 33°38′27″ пн. ш. 86°34′48″ зх. д. / 33.64083° пн. ш. 86.58000° зх. д. (33.640740, -86.580135).  За даними Бюро перепису населення США в 2010 році місто мало площу 86,52 км², з яких 85,54 км² — суходіл та 0,98 км² — водойми.

## Демографія
Згідно з переписом 2010 року, у місті мешкали 19 933 особи в 7325 домогосподарствах у складі 5809 родин. Густота населення становила 230 осіб/км².  Було 7667 помешкань (89/км²).
Расовий склад населення:
| - 90,3 % — білих - 6,6 % — чорних або афроамериканців - 1,6 % — азіатів - 0,2 % — корінних американців - 0,1 % — вихідців з тихоокеанських островів |

До двох чи більше рас належало 0,8 %. Частка іспаномовних становила 1,3 % від усіх жителів.
За віковим діапазоном населення розподілялося таким чином: 25,6 % — особи молодші 18 років, 61,1 % — особи у віці 18—64 років, 13,3 % — особи у віці 65 років та старші. Медіана віку мешканця становила 40,5 року. На 100 осіб жіночої статі у місті припадало 91,2 чоловіків;  на 100 жінок у віці від 18 років та старших — 88,7 чоловіків також старших 18 років.
Середній дохід на одне домашнє господарство  становив 102 303 долари США (медіана — 82 108), а середній дохід на одну сім'ю — 116 204 долари (медіана — 95 914). Медіана доходів становила 68 157 доларів для чоловіків та 46 868 доларів для жінок. За межею бідності перебувало 4,7 % осіб, у тому числі 6,2 % дітей у віці до 18 років та 3,5 % осіб у віці 65 років та старших.
Цивільне працевлаштоване населення становило 10 106 осіб. Основні галузі зайнятості: освіта, охорона здоров'я та соціальна допомога — 27,4 %, роздрібна торгівля — 10,4 %, фінанси, страхування та нерухомість — 10,2 %.